# Scaphiophryne boribory
Espèce
Statut de conservation UICN

 VU  : Vulnérable
Scaphiophryne boribory est une espèce d'amphibiens de la famille des Microhylidae.

## Description

### Aspect général
Scaphiophryne boribory mesure entre 49 et 60 mm pour les mâles, et entre 53 et 59 mm pour les femelles. Son dos est vert avec des taches brunes symétriques, mais localement, certaines populations ont le dos brun à vert olive, avec des marques brun sombre. Le bout des orteils et des doigts est élargi en un disque de couleur souvent roussâtre. Le ventre est blanc et noir, le plus souvent noir avec des taches blanches de dimensions variées. La gorge est brun sombre ou noire. La peau est globalement lisse, avec quelques granules mais sans gros tubercules, ce qui permet de distinguer cet amphibien d’espèces similaires.

### Espèces similaires

Deux espèces similaires à Scaphiophryne boribory
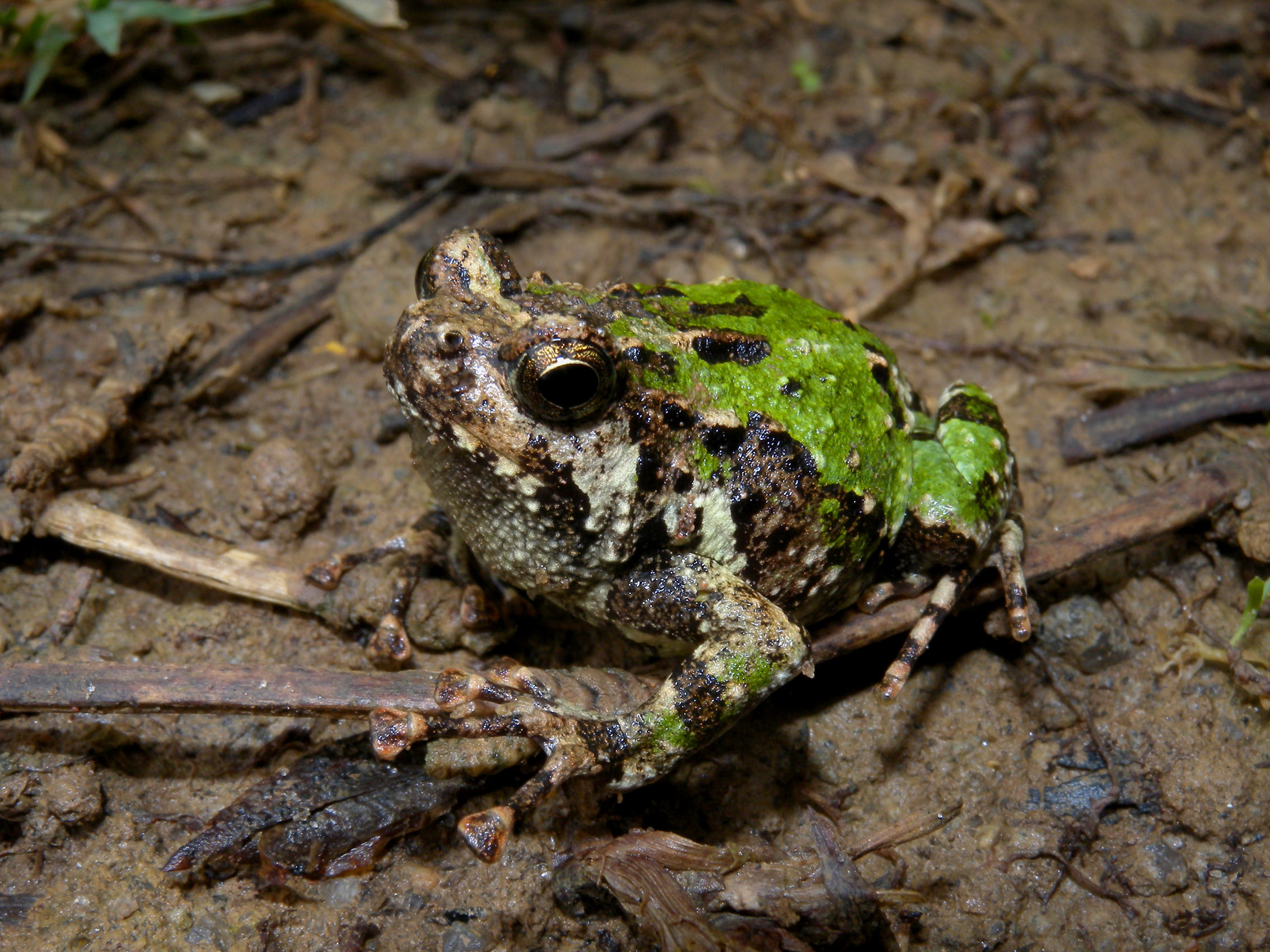
Scaphiophryne marmorata
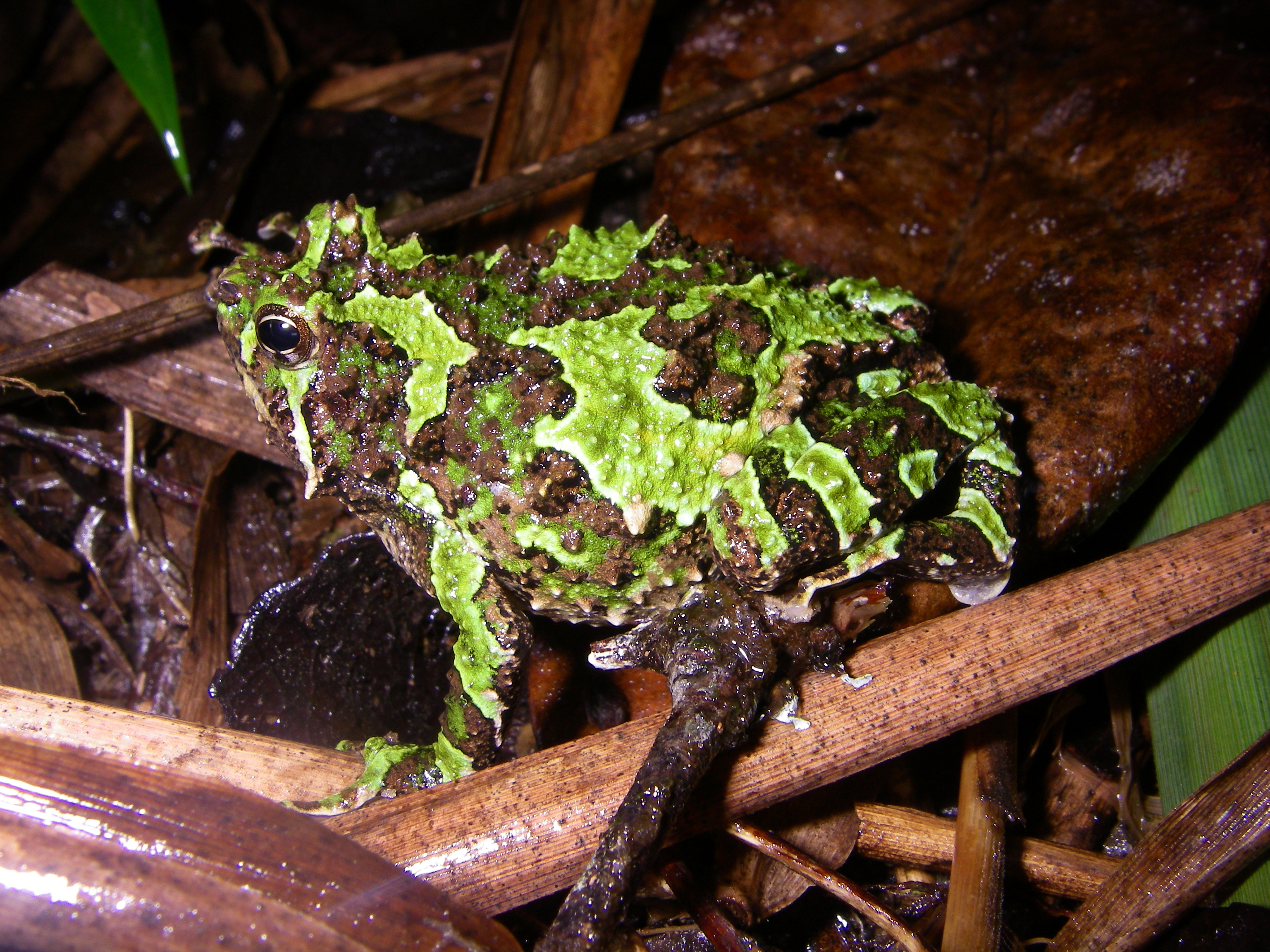
Scaphiophryne spinosa

Scaphiophryne marmorata est beaucoup plus petite et possède deux paires de tubercules symétriques sur le dos ; le bout de ses doigts et de ses orteils sont moins nettement colorés de roux. Scaphiophryne spinosa est elle aussi plus petite que Scaphiophryne boribory, a le ventre moins couvert de taches et présente des tubercules pointus sur le dos.
Scaphiophryne menabensis est plus petite et ne vit que dans l'Ouest de Madagascar. Scaphiophryne madagascariensis vit à plus haute altitude et le bout de ses doigts et orteils n'est pas élargi.

## Répartition
Cette espèce est endémique de la région de Fierenana à Madagascar,. Elle se rencontre à environ 950 m d'altitude.

## Étymologie
Son nom d'espèce, boribory, adjectif malgache signifiant « arrondi », lui a été donné en référence à sa forme générale.

## Statut de conservation
L'UICN a classé cette espèce dans la catégorie EN (en danger) car elle n'est en 2013 connue que dans une seule zone, et montre un déclin important çà la fois dans la qualité et l'extension de son habitat et dans le nombre d’adultes observés.

## Publication originale
- Vences, Raxworthy, Nussbaum & Glaw, 2003 : A revision of the Scaphiophryne marmorata complex of marbled toads from Madagascar, including the description of a new species. Herpetological Journal, p. 69-79 (texte intégral).